# Lucio Volumnio Flamma Violente
Lucio Volumnio Flamma Violente (fl. IV-III secolo a.C.) è stato un politico e militare romano.

## Biografia
Fu eletto console nel 307 a.C., con il collega Appio Claudio Cieco. Mentre Appio rimaneva a Roma, e a Quinto Fabio Massimo Rulliano, console dell'anno precedente, era stato prolungato l'incarico nel Sannio, a Lucio venne affidata la guerra contro i Sallentini, durante la quale i romani ebbero la meglio in parecchi scontri e presero con la forza numerose città nemiche.
Fu eletto una seconda volta nel 296 a.C., sempre con Appio Claudio Cieco come collega. Mentre a Volumnio era toccata la campagna nel Sannio, ad Appio toccò quella in Etruria, dove i popoli Etruschi si erano nuovamente sollevati in seguito all'arrivo di un grosso esercito sannita. Dopo aver fronteggiato gli eserciti nemici in piccole scaramucce di poco conto, all'esercito romano in Etruria guidato da Appio, arrivò l'aiuto di quello condotto da Volumnio, arrivato dal Sannio, dove si era inizialmente recato, avendo lasciato ai due consoli dell'anno precedente il potere proconsolare, con l'incarico di tenere il Sannio. Nonostante l'inimicizia tra i due consoli, l'esercito romano riunito ebbe la meglio su quello etrusco-sannita.
Nel 295 a.C., con poteri proconsolari, sconfisse i Sanniti nei pressi di Triferno, e successivamente, insieme all'altro proconsole Appio Claudio, quanto restava dell'esercito sannita, scampato alla battaglia del Sentino, in uno scontro in campo aperto, nei pressi di Caiazia.